# ドバ (チャド)
ドバ（フランス語: Doba）はチャドのロゴン・オリエンタル州の州都である。

## 経済
2002年に油田開発が行われ、必要不可欠な経済基盤となっている。また、農業や漁業も主要な産業である。

## 交通

### 空港
- ドバ空港（英語版）

## 教育
- ドバ大学（フランス語版）